# Sankt Nikolaj Kirke (Kappel)
 For alternative betydninger, se Sankt Nikolaj Kirke. (Se også artikler, som begynder med Sankt Nikolaj Kirke)
Sankt Nikolaj Kirke er en centralt beliggende kirke i Kappel i det østlige Sydslesvig. Kirken er viet til de søfarendes skytshelgen Sankt Nikolaus.
Kirken er opført i senbarok stil i årene 1789 til 1793. Bygherre var byens og kirkens ejer Hans Adolph Rumohr fra Røst. Den nye kirke afløste et ældre kapel fra 1357, som har lagt til byen Kappel. Kirken er opført i røde munkesten med et vestvendt tårn med kobbertag, der vender mod den gamle rådhusplads og Kappels gågade (Smedegade). Vindfløjen på toppen af tårnet viser den hellige Christoffer (som også findes i Kappels byvåben). Kirkens hovedindgang er mod vest gennem tårnet. Kirken har plads til cirka 1.200 besøgende.
Af kirkens inventar kan nævnes en altertavle, som familien Rumohr lod opstille i 1641. Tavlen er udført af billedskæreren Hans Gudewerdt den Yngre fra Egernførde, som virkede i 1600-tallet. På tavlen ses Jesus fødsel, Korsfæstelsen, Opstandelsen og Himmelfarten. På sydvæggen findes et epitafium for Ditlev von Rumohr, som tjente Frederik 3. som oberstløjtnant og Christian 5. som dansk guvernør på Rygen. I kirkens østlige del findes familien Rumohrs gravkapel.